# Jean-Michel Larqué
Vous lisez un « bon article » labellisé en 2012.
Pour les articles homonymes, voir Larqué.
Jean-Michel Larqué, né le 8 septembre 1947 à Bizanos (Basses-Pyrénées), est un footballeur français qui évolue principalement au poste de milieu de terrain de la fin des années 1960 jusqu'au début des années 1980, avant une reconversion dans le journalisme sportif.
Il débute dans le football au club de la Jeanne d'Arc Le Béarn de Pau et remporte le concours du jeune footballeur en 1964. Recruté par l'AS Saint-Étienne, il rejoint l'équipe première en 1966 et en devient le capitaine quelques années plus tard. Remportant de nombreux trophées sur la scène nationale avec l'équipe stéphanoise, il participe à l'« épopée des Verts » qui échoue en finale de la Coupe d'Europe des clubs champions contre le Bayern Munich en 1976. Un an plus tard, il signe au Paris Saint-Germain où il devient entraîneur-joueur. Après deux ans au Paris SG, il clôt sa carrière professionnelle fin décembre 1979. Redevenu footballeur amateur, il est en 1982 entraîneur-joueur du club du Racing Club de Paris. Il met un terme à sa carrière de joueur en 1983. Jean-Michel Larqué revient dans le milieu du football professionnel lors de la saison 1993-1994 comme directeur sportif de l'AS Saint-Étienne.
En 1968, il participe aux Jeux olympiques d'été à Mexico. En équipe de France, où il est le plus souvent remplaçant sous trois sélectionneurs entre 1969 et 1976, Jean-Michel Larqué, capitaine à trois reprises, joue en titulaire quatorze matchs et inscrit deux buts. En 1978, il organise son jubilé au Stade de la Croix du Prince.
Il devient en mars 1980 commentateur sportif sur Antenne 2 aux côtés de Thierry Roland. En parallèle, il est journaliste pour le mensuel Onze Mondial à partir de la même année puis rédacteur en chef de cette revue jusqu'en 2001. Après avoir quitté Antenne 2 pour TF1 en 1984, il poursuit sa carrière de commentateur toujours aux côtés de Thierry Roland, avec qui il forme l'un des duos les plus célèbres de la télévision française. Leur duo et la célèbre phrase de Larqué « Tout à fait, Thierry » inspirent Les Guignols de l'info qui créent leurs marionnettes en 1992.
En octobre 2001, il rejoint RMC Info et depuis le 15 septembre 2002, il anime l'émission Larqué Foot sur cette même radio. Quand Thierry Roland quitte TF1 en 2004, Jean-Michel Larqué forme des duos avec Thierry Gilardi, jusqu'au décès de ce dernier en 2008, puis avec Christian Jeanpierre. À l'issue de la Coupe du monde 2010, Larqué quitte TF1. En 2011, son tandem avec Thierry Roland est reformé sur CFoot et également sur M6 pour commenter un match de l'équipe de France. Début juin 2012, il rejoint définitivement M6 pour commenter avec Denis Balbir les matchs de l'Euro à la suite du forfait de son ami Thierry Roland pour raisons médicales. Ce dernier décédera quelques jours plus tard le 16 juin.
Le 15 juillet 2018, il met un terme à sa carrière de journaliste après la victoire de l'équipe de France en finale de la Coupe du monde, mais un peu plus de 6 mois après, il est rappelé par RMC.

## Biographie

### Carrière de footballeur

#### Débuts footballistiques
Né le 8 septembre 1947 à Bizanos d'un père cheminot et d'une mère couturière, Jean-Michel Larqué commence sa formation à la Jeanne d'Arc Le Béarn de Pau où sa grand-mère paternelle était concierge du stade Jean-Brouchin et son père président du club, il a donc pu commencer à jouer au football tout petit. Le stade de la JAB est rebaptisé en 2023 en l'honneur de Jean, père de Jean-Michel. Très tôt, il se destine au professorat d'éducation physique et longtemps, son cœur balance entre un métier « sûr » et l’aventure risquée du sport professionnel.
Au collège, Jean-Michel Larqué pratique également le rugby au poste d'ouvreur ou d'arrière.
En 1964, à l'âge de 16 ans, Jean-Michel Larqué gagne le concours du jeune footballeur à Colombes où son père l'a inscrit. Il est alors repéré par le recruteur de l'AS Saint-Étienne (ASSE), Pierre Garonnaire, qui lui propose par le biais de son père de faire un stage au sein du club stéphanois. L'année scolaire terminée, il part en août faire un stage de huit jours dans le Forez. Se retrouvant aux côtés d'Aimé Jacquet et de René Ferrier, il se fait de nouveau remarquer et ne tarde pas à taper dans l'œil des dirigeants stéphanois. Rentré à Pau, il devient le capitaine de l'équipe de France junior composée entre autres d'Henri Michel, Louis Floch, Francis Camerini et Marco Molitor.
Courtisé par plusieurs clubs, il est approché par les Girondins de Bordeaux mais n'apprécie pas l'ambiance au sein du club. Il obtient son baccalauréat en 1965 et commence son année de préparation au professorat d'éducation physique à Pau. En octobre 1965, il quitte le Béarn et rejoint Saint-Étienne où il prend une licence amateur à l'ASSE et étudie en classe préparatoire au lycée du Portail rouge. Avec les autres stagiaires qui l’entourent (Revelli, Bereta ou Camerini), il s’intègre rapidement parmi les Mitoraj, Jacquet, Herbin et Mekloufi.

#### Éclosion puis capitaine desVertsà l'AS Saint-Étienne (1966-1977)

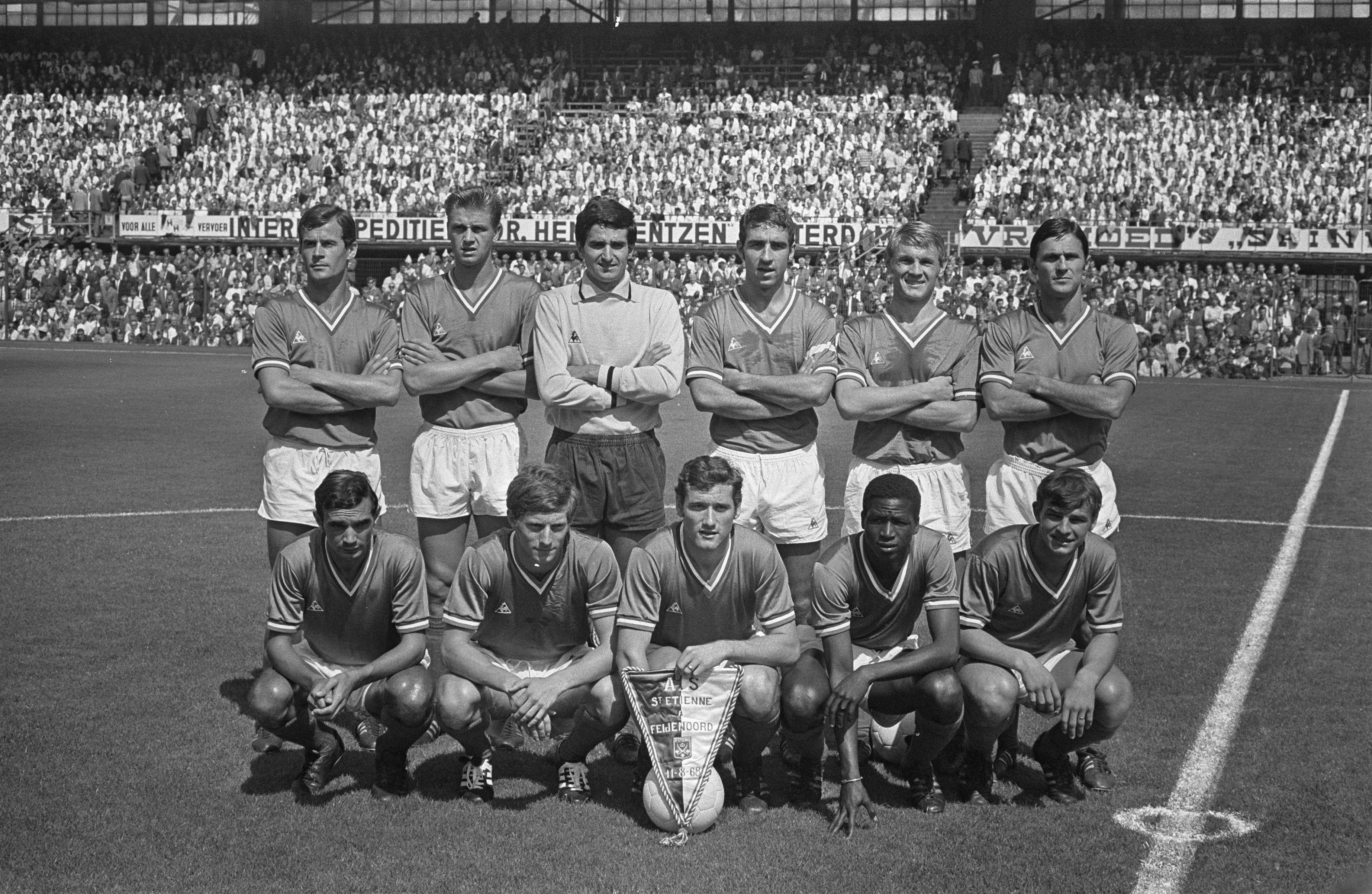
Équipe titulaire lors du match Saint-Étienne - Feyenoord Rotterdam en 1968 (Larqué, deuxième en partant de la gauche de la rangée du dessous).

Avec l'ASSE, Jean-Michel Larqué fait sa première apparition le 27 mars 1966 au stade Marcel-Saupin face au FC Nantes sous la houlette de Jean Snella, séduit par son aisance technique. Positionné à l'aile droite face à Gabriel De Michèle, il tient honorablement son poste malgré une lourde défaite chez le champion de France en titre (0-5),. En juin 1966, à la fin de son année préparatoire bien que sélectionné en équipe de France universitaire, Larqué passe le concours de l'INSEP à Paris et échoue. Poursuivant ses études à la faculté de Lyon, il devient titulaire à la suite d'une grave blessure au genou de Robert Herbin et remporte son premier titre de champion de France au terme de la saison 1966-1967.
En 1968, dirigés par Albert Batteux qui succède à Jean Snella, les Stéphanois remportent le premier doublé coupe-championnat de l'histoire du club, et passent pour la première fois un premier tour de coupe d'Europe. Toutefois, Jean-Michel Larqué ne dispute pas la finale de la coupe de France : il est remplacé par Rachid Mekhloufi qui joue alors son dernier match. Toujours étudiant, il est sélectionné au tournoi olympique de Mexico en 1968. Sa sélection provoque une vive polémique, en effet, le président de l'AS Saint-Étienne, Roger Rocher, veut absolument récupérer le joueur pour le match de Coupe d'Europe contre le Celtic Glasgow, lequel se déroule pendant la préparation de la sélection olympique à Font-Romeu-Odeillo-Via. Le club lui fait signer un engagement de stagiaire pour qu’il ne soit plus sélectionnable en amateurs (la sélection est composée de joueurs du championnat de France amateurs, à l’exception de quelques éléments de clubs pros n’ayant pas encore signé de contrat ou effectuant leur service militaire). Mais le directeur des Sports du ministère, le colonel Crespin, prend position pour imposer la décision de la FFF de sélectionner Larqué pour les Jeux olympiques. Lors du tournoi, la France, après avoir terminé première de son groupe, est éliminée en quart-de-finale face au Japon sur le score de 3-1.

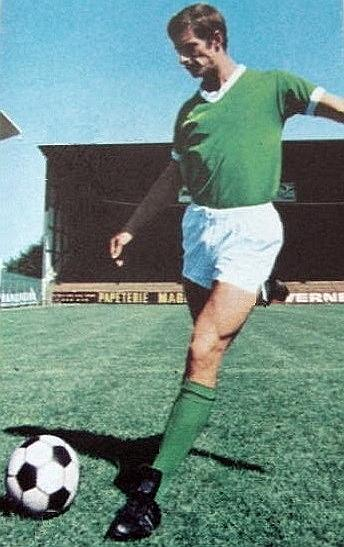
Jean-Michel Larqué en 1971.

Le 10 septembre 1969, alors que Saint-Étienne pointe à la tête du classement et que Jean-Michel Larqué a déjà inscrit trois buts depuis le début du championnat,, il est appelé pour la première fois en équipe de France A par Georges Boulogne pour un match qualificatif pour la Coupe du monde 1970. Rentré à la 73e minute en remplacement de Serge Chiesa, Larqué et les Bleus s'imposent 3-1 face à la Norvège avec un triplé d'Hervé Revelli, son coéquipier en club,. Les Stéphanois sont de nouveau champions en 1969, l'année où il obtient son concours de professeur d'EPS en se classant 90e sur 1 500 élèves. N'arrivant plus à jongler entre l'enseignement et sa carrière de footballeur, il renonce au professorat et signe son premier contrat professionnel avec le président Roger Rocher pour un salaire de 3 000 francs par mois. La même année, l'AS Saint-Étienne remporte le Challenge des champions remporté 3-2 face à l'Olympique de Marseille ; Larqué inscrit le troisième but stéphanois. L'AS Saint-Étienne remporte la saison suivante un triplé historique coupe-championnat-Gambardella. C'est leur quatrième succès d'affilée en championnat, ce qu'aucune équipe n'avait réussi à faire jusque-là.

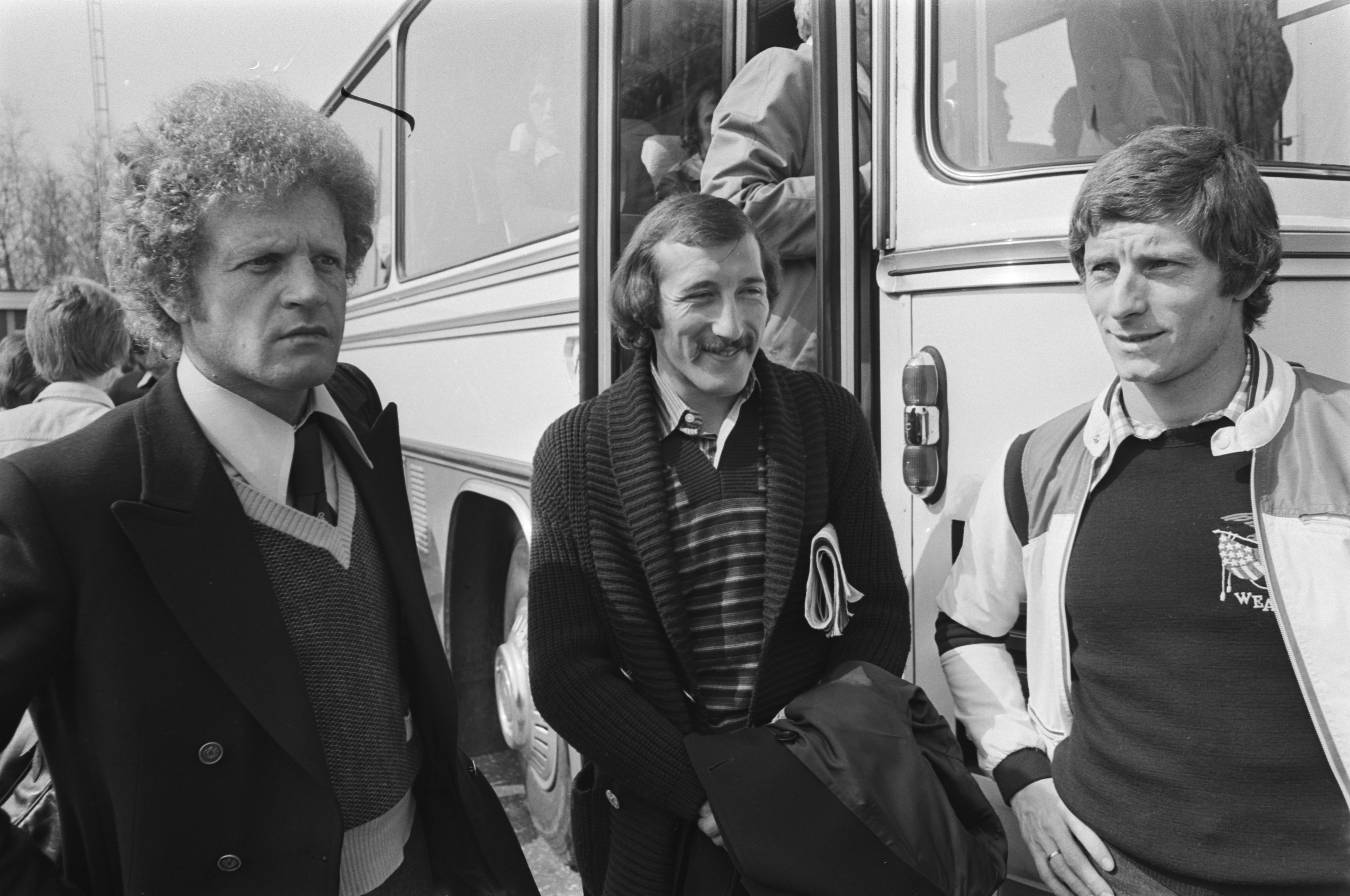
Larqué à droite, avec son entraîneur Robert Herbin (à gauche) et Patrick Revelli (au centre), en 1976.

Après trois saisons sans titre qui voient les départs de joueurs cadres comme Salif Keïta et Robert Herbin devenant l'entraîneur, Jean-Michel Larqué devient le capitaine de l'équipe et les Stéphanois signent un nouveau doublé coupe-championnat en 1974. Les jeunes vainqueurs de la Gambardella en 1970 (Christian Lopez, Alain Merchadier, Jacques Santini, Patrick Revelli, Christian Sarramagna, Christian Synaeghel et Dominique Rocheteau) ont renforcé l'équipe.
En 1974-1975 les Verts s'offrent leur première épopée européenne : ils éliminent le Sporting Portugal, le Hajduk Split (avec un but de Larqué) et le Ruch Chorzów (avec là-aussi un nouveau but décisif du capitaine stéphanois qui permet la qualification au tour suivant), avant de s'incliner 2-0 en demi-finale face au Bayern Munich. Principal artisan de cette épopée, il déclare : « Être éliminé de la façon où nous avons été sorti de cette compétition, ce n'est pas un déshonneur, nous n'avons pas à avoir honte » avant de fondre en larmes à la suite de l'élimination de son équipe. En parallèle, les Stéphanois remportent le championnat de France, le premier en tant que capitaine pour lui qui le 3 mai 1975, lors d'une victoire 4-1 contre l'OM, a effectué une course de 50 mètres puis éliminé Marius Trésor avant de marquer d'un tir des 20 mètres. Le 14 juin 1975, il ajoute à son palmarès une nouvelle coupe de France remportée 2-0 contre le RC Lens où il inscrit un but mémorable : il double la mise avec une reprise de volée limpide à l'entrée de la surface — ce but est toujours considéré aujourd'hui comme l'un des plus beaux de l'épreuve. Cette année exceptionnelle lui vaut d'être nommé Meilleur joueur professionnel français par ses pairs. Courtisé par le Bayern Munich, il manque de peu de rejoindre le Real Madrid. Alors qu'il s'est mis d'accord avec les dirigeants du club espagnol, le président stéphanois Roger Rocher le convainc de rester.

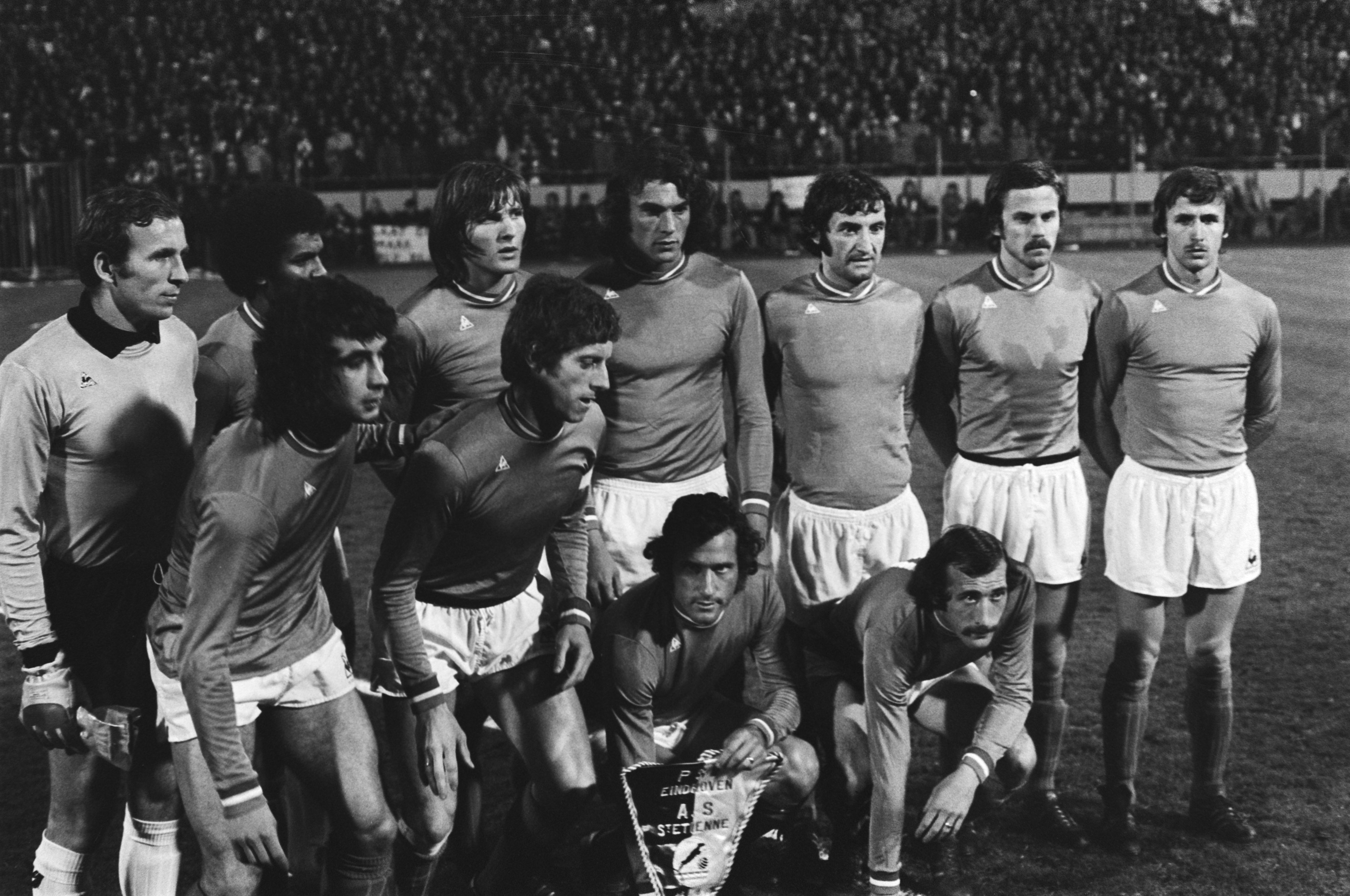
Équipe titulaire lors de la demi-finale Saint-Étienne - PSV Eindhoven en 1976 (Larqué debout au premier rang, deuxième en partant de la gauche).

Le 15 novembre 1975, une rencontre qualificative pour l'Euro 76 contre la Belgique, marque le dernier match du sélectionneur Ștefan Kovács. Entré à la mi-temps, Jean-Michel Larqué se fait tacler en plein vol par Jean Dockx, ce qui provoque la colère du Stéphanois qui lui assène un coup de poing puis est expulsé à la 67e minute. C'est son seul carton rouge en équipe de France.
La saison suivante, les Verts remportent le championnat de France pour la troisième année consécutive, et réalisent un parcours européen resté dans les mémoires : ils éliminent le KB Copenhague (5-1), les Glasgow Rangers (4-1), le Dynamo Kiev (3-2) et le PSV Eindhoven (1-0) dans leur route vers la finale. Larqué y joue un rôle important : il marque en effet deux coups francs précieux en quart et en demi-finale contre le Dynamo Kiev et le PSV Eindhoven. En finale, ils affrontent donc le Bayern Munich à Glasgow le 12 mai 1976, vainqueur de la compétition les deux années précédentes. Dans une finale équilibrée les Verts touchent deux fois les poteaux (devenus les fameux « poteaux carrés » de l'Hampden Park) avant de s'incliner 1-0 sur un coup franc de Franz Roth à la 57e minute. Malgré cette défaite, Jean-Michel Larqué est au sommet de sa carrière.
Capitaine lors de ses trois derniers matchs avec l'équipe de France, Jean-Michel Larqué joue son dernier match en Bleu le 1er septembre 1976, en amical à Copenhague contre le Danemark. Il se blesse au genou et compromet ses chances de disputer la Coupe du monde 1978,.
La saison qui s'ensuit s’avère décevante pour Jean-Michel Larqué. Blessé au début de la saison, il revient en forme lors d'un derby contre l'Olympique lyonnais en marquant le premier but de la tête avec les Verts. Mais son niveau est en déclin comme l'atteste sa performance contre Liverpool en quart-de-finale de coupe d'Europe : battu 3-1, Larqué n'échappe pas à la débâcle subie par les siens. En désaccord avec l'entraîneur et devenu moins performant sur les terrains, Robert Herbin (son ancien coéquipier) l'écarte du groupe en mai 1977 et Larqué se retrouve en équipe réserve. Il est tout de même champion de France de troisième division avec celle-ci. Ne pouvant plus se satisfaire de cette situation et n’étant plus retenu à Saint-Étienne, il décide de quitter le Forez pour la capitale parisienne.

#### Fin de carrière en terre parisienne (1977-1983)
En juillet 1977, Jean-Michel Larqué devient entraîneur du Paris Saint-Germain alors présidé par Daniel Hechter devenant à 29 ans, l'un des plus jeunes entraîneurs de première division. Dans un club en construction où les politiques s'impliquent beaucoup, la première année est compliquée et, en l’absence de meneur et de fond de jeu, il rechausse les crampons et devient entraîneur-joueur. Au terme de la saison, le Paris Saint-Germain termine onzième du championnat. La présidence de Daniel Hechter est marquée par ses déboires finaux. Ce dernier est écarté de la présidence en janvier 1978 à la suite de l'affaire de la double billetterie du Parc des Princes. Hechter est remplacé par Francis Borelli et cette fois-ci, Larqué se consacre exclusivement au rôle de joueur quittant son poste d'entraîneur en août 1978. Il joue vingt matchs et le PSG se classe treizième au terme de la saison. Jean-Michel Larqué arrête en tant que joueur après 25 matchs en deux saisons alors qu'il lui reste deux ans de contrat et met un terme à sa carrière professionnelle. Après avoir quitté le staff technique le 2 juillet 1979, il effectue une dernière saison au Paris Saint-Germain en tant que manager général du club. En 2022, le magazine So Foot le classe dans le top 1000 des meilleurs joueurs du championnat de France, à la 29e place.
En 1980, Jean-Michel Larqué, jeune retraité professionnel, rejoint en tant que joueur le Racing Club de Paris qui évolue en Division 3. Lors de la saison 1980-1981, les Parisiens terminent à la quatrième place et à six points du promu, le RC Fontainebleau. Devenu entraîneur, Larqué et son équipe ne terminent la saison 1981-1982 qu'à la septième place, à neuf points du promu, le Red Star (et à treize points de la réserve du FC Nantes). Seule consolation, le sommet de la saison, en trente-deuxièmes de finale de coupe de France : le Racing affronte l'AS Saint-Étienne au Parc des Princes, devant 20 000 spectateurs venus assister au match. Larqué, entraîneur-joueur du Racing, voit cependant son ancien club repartir largement victorieux (0-3). En 1982, l'industriel Jean-Luc Lagardère décide d'investir dans le football pour monter un second grand club à Paris derrière le Paris SG. Il pense d'abord à une fusion du Racing et du Paris FC, mais en l'absence d'informations précises sur les finances du PFC, les dirigeants du Racing Club de France refusent. Il reprend alors seul le Paris FC, et décide de rebaptiser le club Racing Paris 1 sous les couleurs bleu ciel et blanc, celles du Racing, avec l'accord de ce dernier. Le Racing Club de Paris aligne toujours son équipe en troisième division en 1982-1983, mais en cas de maintien du RP1 en D2, les dirigeants du Racing ont promis une fusion. Celle-ci est donc accomplie en 1983, le Racing ayant fini quatrième du groupe A ; l'équipe de troisième division du RCF devient la réserve du RP1, les équipes de jeunes du Racing lui sont également attachées, le tout sous le nom de Racing Club de Paris. Les équipes de jeunes et la réserve existantes du RP1 sont séparées de l'ensemble, sous le nom de Paris FC 83. À l'issue de l'année 1982, Jean-Michel Larqué met un terme définitif à sa carrière en tant qu'entraîneur et joue une dernière saison avec le RC Paris en 1982-1983.

#### Retour dans le Chaudron comme manageur général (1993-1994)
En 1993, il est de retour dans le monde du football en tant que manageur général de l'AS Saint-Étienne. Pourtant, les conditions de son retour ne sont pas joyeuses. En effet, juste avant la demi-finale de coupe de France jouée par le club stéphanois, Jean-Michel Larqué critique ouvertement le bilan du président André Laurent dans Téléfoot où ce dernier est l'invité de l'émission. Peu après la défaite de l'AS Saint-Étienne en coupe de France, André Laurent démissionne et est remplacé par le duo Yves Guichard - Jean-Michel Larqué nommé par le Groupe Casino. Ce dernier s'occupe principalement du recrutement et du centre de formation aux côtés de Christian Larièpe. Ce qui sera une réussite puisque quatre ans plus tard, les moins de 17 ans sont sacrés champions de France et remportent la Coupe Gambardella.
L'entraîneur Jacques Santini, arrivé un an plus tôt, dispose d'une équipe composée entre autres de Laurent Blanc, Joseph-Antoine Bell et Roland Wohlfarth recrutés notamment par Jean-Michel Larqué. Après avoir évité son éviction par Yves Guichard en décembre, l'entraîneur stéphanois est conservé et l'AS Saint-Étienne termine à la onzième place du classement. Au terme d'une saison mouvementée, Jean-Michel Larqué décide de quitter le club en septembre 1994 quelques mois après la démission de l'entraîneur de l'époque Jacques Santini. À la suite de son départ, Larqué est critiqué pour avoir précipité la chute du club stéphanois en ayant effectué plusieurs transferts coûteux.

### Reconversion au journalisme

#### Débuts à Antenne 2 (1979-1985)
Alors qu'il joue encore avec le Paris Saint-Germain, Raymond Castans, patron de RTL qui est le sponsor officiel du club propose à Jean-Michel Larqué de commenter les matchs sur Antenne 2 et de participer à l'émission Stade 2. En 1979, il commence ainsi une nouvelle carrière celle de journaliste sportif devenant le premier ex-joueur professionnel du football français à exercer cette profession. Il forme un tandem avec Bernard Père et Thierry Roland en alternance. Le 5 mars 1980, Larqué commente son premier match avec Thierry Roland lors d'un quart-de-finale de Coupe UEFA entre l'AS Saint-Étienne et le Borussia Mönchengladbach.
En 1979, Jean-Michel Larqué s'essaye également à la presse écrite en tant que pigiste du mensuel de football Onze et obtient sa carte de presse.

#### Activités sur TF1, àOnze mondialet sur RMC (1984-2010)

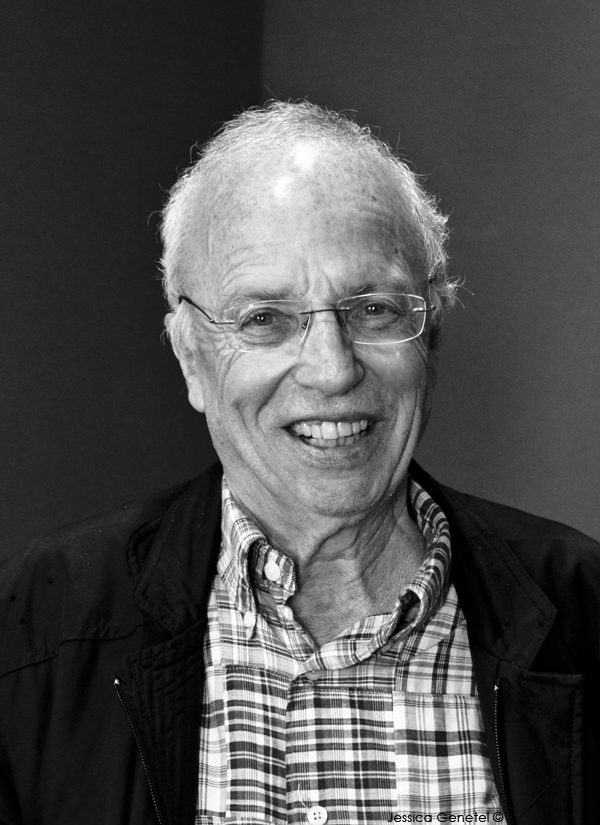
Thierry Roland forme avec Jean-Michel Larqué, l'un des duos les plus célèbres de la télévision française.

En 1984, le duo Larqué-Roland quitte Antenne 2 pour TF1, recruté par Jean-Claude Dassier qui est le patron des sports de la première chaîne pour remplacer Michel Denisot parti sur Canal+. Outre les commentaires des matches, ils animent le magazine Téléfoot, alors l'émission française phare du football le dimanche matin après le départ de Didier Roustan lui aussi pour la chaîne cryptée en 1989.
En 1986, il devient, le rédacteur en chef d'Onze.
En janvier 1989, Onze Mondial naît de la fusion des magazines Onze et Mondial, Jean-Michel Larqué en sera le directeur de la rédaction. En 2001, il quitte ses fonctions et n'est plus que consultant pour le mensuel. Il quitte définitivement Onze Mondial en mars 2008.
Il est chroniqueur dans On refait le match sur RTL à ses débuts en septembre 2001. La même année, il contacte le directeur des sports de RMC Info François Pesenti.
En octobre 2001, il devient le premier consultant de la « Dream Team RMC » où il est surnommé « Capitaine Larqué ». Il intervient dans RMC Sport avec Alexandre Delpérier chaque vendredi pour la rubrique 3e mi-temps. Lors des soirées de championnat de France, Jean-Michel Larqué revient à chaud sur les faits marquants. Enfin, chaque dimanche, dans Dimanche foot, entre 19 h et 20 h, aux côtés de François Pesenti, Jean-Michel Larqué commente l'actualité du football français et européen. Lors de la Coupe du monde 2002 qu'il couvre pour TF1 depuis la Corée du Sud et le Japon, Larqué apporte son expertise dans le talk-show spécial de RMC animé par Alexandre Delpérier avec Denis Balbir et Bernard Lama.
Le 30 juin 2002, à la mi-temps de la finale de la Coupe du monde 2002, Thierry Roland et Jean-Michel Larqué se disputent alors qu'ils commentent le match sur TF1. Alors que le fils de Roland lui a demandé deux places pour la finale, TF1 leur annonce qu'ils ne les ont plus ; ce qui déclenche la colère de Thierry Roland qui accuse Laurent Petit (l'attaché de presse de TF1) de ne pas lui avoir fourni les places qu'il lui a demandées. Prenant la défense de Laurent Petit, Larqué se fait à son tour houspiller par son collègue. Ayant laissé leurs micros ouverts, la dispute se déroule en direct et elle ne tarde pas à faire le « buzz » sur Internet. C'est le seul désaccord que les commentateurs ont eu en 25 ans de collaboration.
À partir du 15 septembre 2002, il devient animateur de Larqué Foot avec Jean Resseguié le dimanche matin et le dimanche soir sur RMC dès le 5 septembre 2003 son émission remplace Luis attaque tous les vendredis. Le 13 janvier 2005, Jean-Michel Larqué accueille chaque semaine Rolland Courbis alias « Coach Courbis » pour le débat de 11 h. Il est, depuis la coupe du monde 2006, chroniqueur régulier dans l'After Foot animée par Gilbert Brisbois avec Daniel Riolo et Rolland Courbis après certains matchs de football radiodiffusés sur RMC.
En 2005, Thierry Roland est licencié par le nouveau directeur des sports de TF1 Charles Villeneuve. Le duo commente leur dernier match de l'équipe de France le 17 novembre 2004 lors de France-Pologne (0-0) au Stade de France. Le 5 juin 2005, la finale de la coupe de France Auxerre-Sedan est le dernier match commentés par le duo sur TF1. Ensemble, ils ont commenté six Championnats d'Europe et six Coupes du monde. Jean-Michel Larqué poursuit sa carrière de commentateur aux côtés de Thierry Gilardi, qui vient de quitter Canal+. Le 26 mars 2008, lendemain du décès de Gilardi, Jean-Michel Larqué, bouleversé par la mort de l'homme qui était devenu son ami, annonce dans Luis attaque sur RMC qu'il n'assurera pas, à titre exceptionnel, le commentaire du match amical France-Angleterre. Après avoir songé à raccrocher, il assure, une semaine plus tard, le commentaire du match de Ligue des champions entre Arsenal et Liverpool sur TF1 avec Christian Jeanpierre.
Le 11 juillet 2010, il commente son dernier match sur TF1 lors de la victoire de l'Espagne contre les Pays-Bas un but à zéro lors de la finale de la Coupe du monde 2010. Le 30 juillet 2010, TF1 et Jean-Michel Larqué décident de se séparer à l'issue d'un « commun accord » après 26 ans de collaboration. À la suite de cette annonce, il déclare : « C'est une belle aventure humaine qui se termine dans la dignité. Une pensée toute particulière pour Thierry Roland, pour le regretté Thierry Gilardi et pour Christian Jeanpierre. J'ai vécu avec TF1 une reconversion qui m'a permis de vivre des moments de bonheur intense. » Il est remplacé par Bixente Lizarazu, déjà présent pour le commentaire des matchs de ligue des champions aux côtés de Jeanpierre et Larqué.

#### L'après TF1 (depuis 2010)
Entre 2010 et 2012, il est éditorialiste pour le bi-hebdomadaire France Football où une rubrique lui est consacrée : Reprise de volée. Il revient sur la précédente journée de Ligue 1 et critique les performances de certains joueurs et certaines équipes.
En septembre 2010, il rejoint L'Équipe TV et pendant un an, il anime France Foot, l'émission avec Smaïl Bouabdellah et Hervé Penot.
En juillet 2011, Jean-Michel Larqué rejoint la nouvelle chaîne de la LFP CFoot où il est chroniqueur chaque lundi, aux côtés de son collègue de RMC Rolland Courbis, dans l'émission C Le Talk présentée par David Astorga. Sur cette chaîne, il retrouve aussi son fidèle acolyte Thierry Roland avec qui il anime La grande histoire et Version originale.
Le 12 août 2011, Jean-Michel Larqué tient des propos désobligeants sur les Juifs concernant le départ de Samir Nasri d'Arsenal vers Manchester City. Dans son émission Larqué Foot, il raconte une anecdote un peu hasardeuse : « Je me rappelle toujours d'une réflexion d'Arsène Wenger, qui résume un petit peu quand même la philosophie du Board d'Arsenal. Il m'a dit le jour où j'ai vu que le Board d'Arsenal, qui est plutôt de confession juive [Le correspondant de RMC à Londres Philippe Auclair lui précise que ce n'est plus le cas]. À cette époque il l'était donc et qu'ils se sont mis autour une table avec les représentants d'Emirates. Il m'a dit : j'ai tout compris, j'ai compris ce jour-là qu'il y avait une chose importante pour le Board d'Arsenal. C'était l'argent. Et aujourd'hui l'argument selon lequel Nasri rapporterait 0 livre, c'était insupportable ». Averti des remous que ses propos maladroits pouvaient provoquer, Jean-Michel Larqué a tenu à s'expliquer en fin d'émission : « Non, non s'ils savaient. Le malheureux Paul Elkaïm qui a sauvé mon fils. Enfin bon pour moi il n'y a pas de raccourcis. Mille excuses si j'ai… ». Malgré ses excuses, le Bureau national de vigilance contre l'antisémitisme (BNVCA) porte plainte le 17 août pour diffamation contre le consultant. Deux jours plus tard, le Mouvement contre le racisme et pour l'amitié entre les peuples (MRAP) annonce sa décision de porter plainte contre Jean-Michel Larqué notamment pour incitation à la discrimination, à la haine et à la violence raciste. Ces deux plaintes ne donneront pas de suite.
Le 6 septembre 2011, il est de retour aux commentaires d'un match de l'équipe de France, en Roumanie comptant pour les éliminatoires de l'Euro 2012, avec Thierry Roland mais cette fois-ci sur l'antenne de M6. Il rejoint finalement M6 pour le championnat d'Europe et commente les matchs de cette compétition avec Denis Balbir à la suite du forfait de Thierry Roland. En plein Euro, Thierry Roland meurt d'un accident vasculaire cérébral le 16 juin 2012. Malgré sa tristesse, Jean-Michel Larqué décide de continuer l'aventure sur M6 durant la compétition, mais après un échec lors d'une négociation de contrat avec la chaîne, Jean-Michel Larqué décide de quitter M6, n'acceptant pas d'avoir « un unique match à commenter tous les 36 du mois ».
À la rentrée 2012, la version de Larqué Foot du dimanche matin est supprimée de la grille des programmes de RMC. Celles du vendredi après-midi et du dimanche soir sont conservées. Jean-Michel Larqué reste tout de même à l'antenne le dimanche matin dans la nouvelle émission Les Grandes Gueules du sport présentée par Gilbert Brisbois et Serge Simon. Le coprésentateur historique Jean Resseguié dit « Jano » quitte l'émission et est remplacé par Christophe Paillet puis Pierre Dorian pour l'émission du vendredi et Jean-François Pérès pour l'émission du dimanche.
En novembre 2012, Jean-Michel Larqué rejoint ensuite Canal+ afin de participer à l'émission Les Spécialistes le lundi. À partir d'août 2013, il rejoint l'équipe du Canal Football Club. L'émission Larqué Foot du dimanche qui est diffusée au même horaire que le magazine de Canal+, est alors supprimée.
En juillet 2014, Jean-Michel Larqué décide de quitter Canal+ pour rejoindre BFM TV. Son patron à RMC, Alain Weill, lui a demandé d'être exclusif pour le groupe NextRadioTV qui abrite RMC mais aussi BFM TV. Lors de cette rentrée, Larqué reprend également Larqué Foot avec Jean-Louis Tourre.
Le 15 juillet 2018, Jean-Michel Larqué met un terme à sa carrière médiatique à l'issue de la Coupe du monde de football en Russie, mais un peu plus de six mois après, il est rappelé par RMC pour remplacer Rolland Courbis, ce dernier étant nommé entraîneur à Caen. Finalement, un an après sa retraite, Jean-Michel Larqué annonce en août 2019 son retour officiel en tant que chroniqueur au sein de l'émission de Jérôme Rothen chaque vendredi de 18 h à 20 h,.
Depuis la rentrée 2021, il intervient régulièrement dans l'émission Rothen s'enflamme animée par Jérôme Rothen du lundi au vendredi de 18 h à 20 h sur RMC.

#### Style de commentateur
Durant sa carrière de journaliste, Jean-Michel Larqué s'est distingué par son style particulier au micro. En plus de son élocution particulière, sa notoriété dans les médias est surtout due à son duo formé avec Thierry Roland, son fidèle acolyte pendant plus de quinze ans. Leur duo inspire les Guignols qui créent leurs marionnettes en 1992. L'émission satirique caricature les deux hommes et reprend souvent leur phrase devenue célèbre : Thierry Roland, voulant la confirmation de son collègue après une réplique, lui demande « N'est-ce pas mon p'tit Jean-Mimi ? », Larqué acquiesce : « Oui, tout à fait Thierry ! ». Sa marionnette est très souvent embarrassée par les propos tenus par son collègue Thierry Roland. Lors des matchs commentés par le duo, Thierry Roland joue plutôt le rôle du commentateur-supporteur alors que Jean-Michel Larqué apporte un commentaire plus technique et moins enjoué.

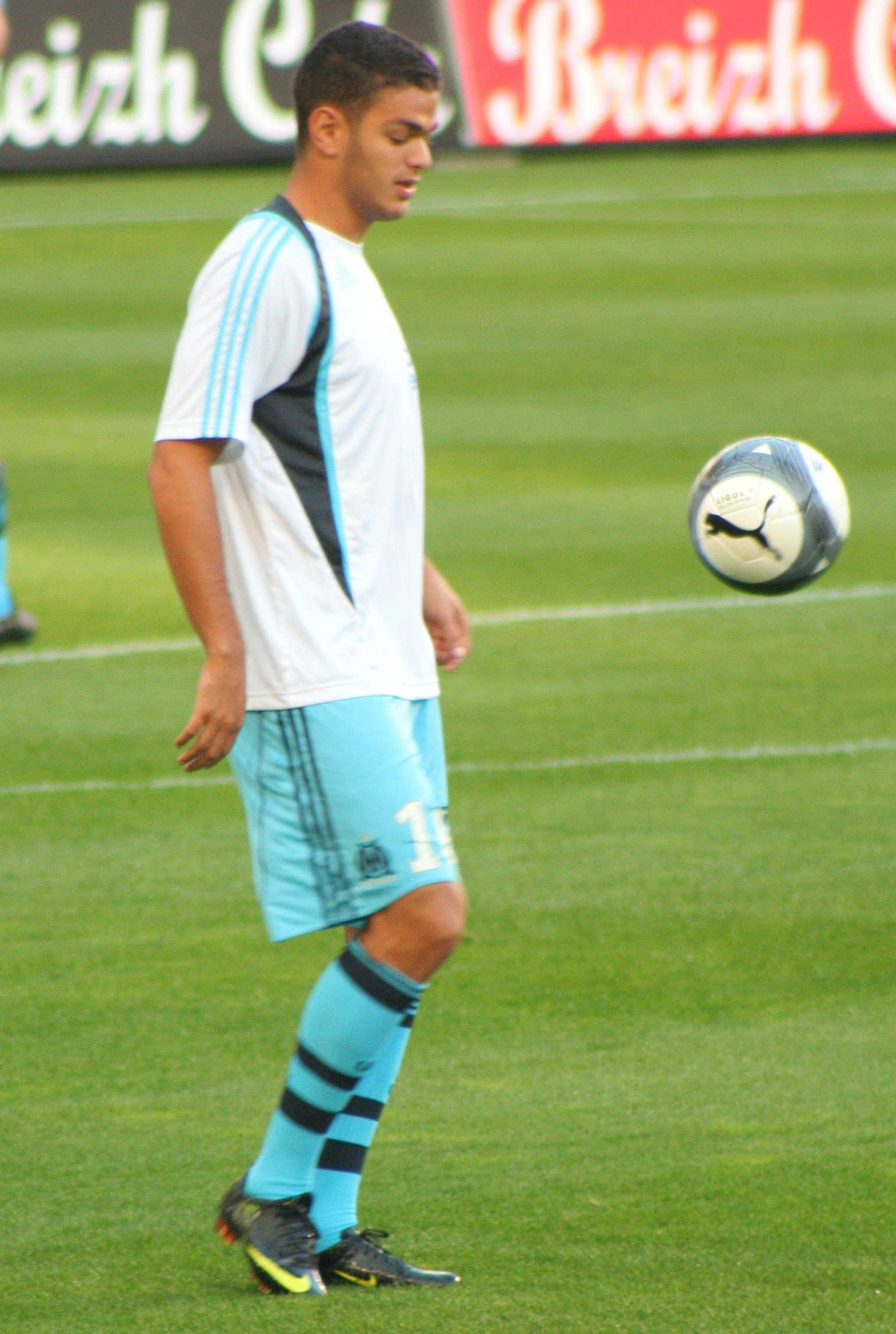
Hatem Ben Arfa était l'une des cibles récurrentes de Jean-Michel Larqué.

À titre personnel, Jean-Michel Larqué utilise souvent les onomatopées pour montrer sa désapprobation. Ses répétitions exclamatives montrent son caractère comme lors d'un Milan AC-Lyon en 2006 où il répète plusieurs fois « Abidal, il s'est troué » ou lors d'un Bayern Munich-Lyon en 2008 répétant une dizaine de fois « Danger ! ».
Durant l'Euro 2012, ses critiques répétées et sans nuances envers l'équipe de France sont particulièrement remarquées, notamment lorsqu'il qualifie plusieurs fois les joueurs de « petits caïds qui se la ramènent »,. S'appuyant sur son expérience de footballeur, il partage souvent ses connaissances techniques et tactiques en analysant l'action pour expliquer au téléspectateur ce que le joueur aurait dû ou n'aurait pas dû faire. Dans le même registre, il essaye même parfois d'anticiper les actions pour montrer sa « science du commentateur ». Au début d'un match, Larqué peut avoir une « tête de Turc » qu'il ne va pas lâcher jusqu'à la fin de la rencontre, par exemple un attaquant maladroit,. Parmi ses souffre-douleurs, il y a eu Frank Lebœuf, Vincent Candela, Vikash Dhorasoo, Djibril Cissé, Hatem Ben Arfa ou encore Michaël Ciani. À contrario, il s'attribue parfois un « chouchou », généralement dans l'équipe adverse qu'il considère comme une perle rare, par exemple un meneur de jeu capable de faire la différence à chaque instant. Enfin, il fait souvent des annonces pour les événements sportifs de sa région, le Béarn.
À la radio, Jean-Michel Larqué a un rôle d'éditorialiste voire de polémiste. Lassé de ses critiques envers l'équipe de France et Raymond Domenech, l'ancien président de la Fédération française de football Jean-Pierre Escalettes a voulu censurer Jean-Michel Larqué. L'ex-sélectionneur aussi n'hésitera pas à lui répondre dans son autobiographie Tout seul publié en novembre 2012 : « Les anciens joueurs devenus donneurs de leçon ont la mémoire courte. Jean-Michel Larqué se souvient-il de son glorieux palmarès en équipe de France et comme entraîneur de club ? ». L'ancien entraîneur adjoint de l'AS Saint-Étienne, Luc Sonor portera plainte contre le consultant après que ce dernier l'a qualifié de « pipe » le 31 août 2008 sur RMC. Le 18 janvier 2011, Jérémie Janot, gardien de but de l'ASSE de 1996 à 2012, insultera Jean-Michel Larqué de « vieil aigri » et de « connard » sur Twitter avant de lui répondre dans un style plus correct mais toujours aussi offensif : « Jusqu'à présent, j'ai encaissé mais là c'est trop surtout quand on connaît votre passage comme dirigeant a l'ASSE. On ne peut que s'en souvenir car le club a mis quinze ans à s'en remettre tant financièrement que sportivement. On pourrait aussi parler de votre passage comme entraîneur au PSG. Que vous ne m'aimiez pas c'est une chose, mais se servir de votre micro, de votre stylo, et que vous n'ayez pas le courage de me le dire en face, comme lors de votre dernière visite a Geoffroy Guichard où, au moment je voulais vous serrer la main, vous avez fait semblant de ne pas me voir. En plus d'être malhonnête à mon égard, vous êtes aussi discourtois. »
Certaines de ses expressions comme : « Il a avalé la trompette là », « Il lui a fait un café crème », « Le pied en porte-manteau », « Mon dieu, mon dieu, mon dieu… » ou « Il lui a donné dans le zig alors qu'il est parti dans le zag » contribuent aussi à sa popularité,.

### Autres activités
Jean-Michel Larqué est un membre actif du Variétés Club de France, présidé par Serge Piovan, depuis septembre 2012. Il en devient par la suite l'entraîneur.
Depuis 1983, il organise des stages de football pour les jeunes footballeurs âgés de 7 à 19 ans. Localisé tout d'abord à Cavaillon, les stages se déroulent actuellement dans des centres situés à Saint-Jean-de-Luz et Cambo-les-Bains et sont encadrés par quarante-cinq saisonniers. Jean-Michel Larqué est présent sur les terrains tous les jours. Parmi les joueurs professionnels passés par les stages « Larqué », il y a eu Florent Malouda, Bruno Cheyrou ou encore Pantxi Sirieix. En mars 2009, L'Équipe mag publie un classement des stages de foot en France, les Stages Larqué sont neuvièmes sur onze.
Jean-Michel Larqué, expérimenté de ses qualités de tireur de coups francs lorsqu'il était joueur, donne régulièrement des cours particuliers de jeu au pied au demi de mêlée de l'équipe de France de rugby à XV et du Biarritz Olympique Dimitri Yachvili depuis 2004. 
Il est président du District de football des Pyrénées-Atlantiques de 2006 à octobre 2017. De 2012 à 2017, il est vice-président de la Ligue d'Aquitaine de football, chargé de mener une réflexion sur les Championnats des Jeunes.
Il fait également des apparitions dans quelques films, y jouant son propre rôle au côté de son compère Thierry Roland notamment dans Delphine 1, Yvan 0, sorti en 1996, où ils commentent la première année de vie en couple de Delphine et Yvan. Dans Le Fabuleux Destin d'Amélie Poulain, sorti en 2001, il se postsynchronise au travers d'images d'archives. En 2009, il joue son propre rôle dans le film Micmacs à tire-larigot.

### Vie privée
Marié en 1969 avec sa première femme Renée, ils ont eu trois enfants : Peggy, née le 5 juillet 1972 à Pau, Grégory, né le 24 décembre 1974 et Anthony, né le 3 mai 1980.
Divorcé depuis 2001, Jean-Michel Larqué vit à Saint-Pée-sur-Nivelle, au Pays basque, avec sa compagne Régine Dolci. Ils ont une fille, Manon, née le 31 octobre 2005.

## Palmarès

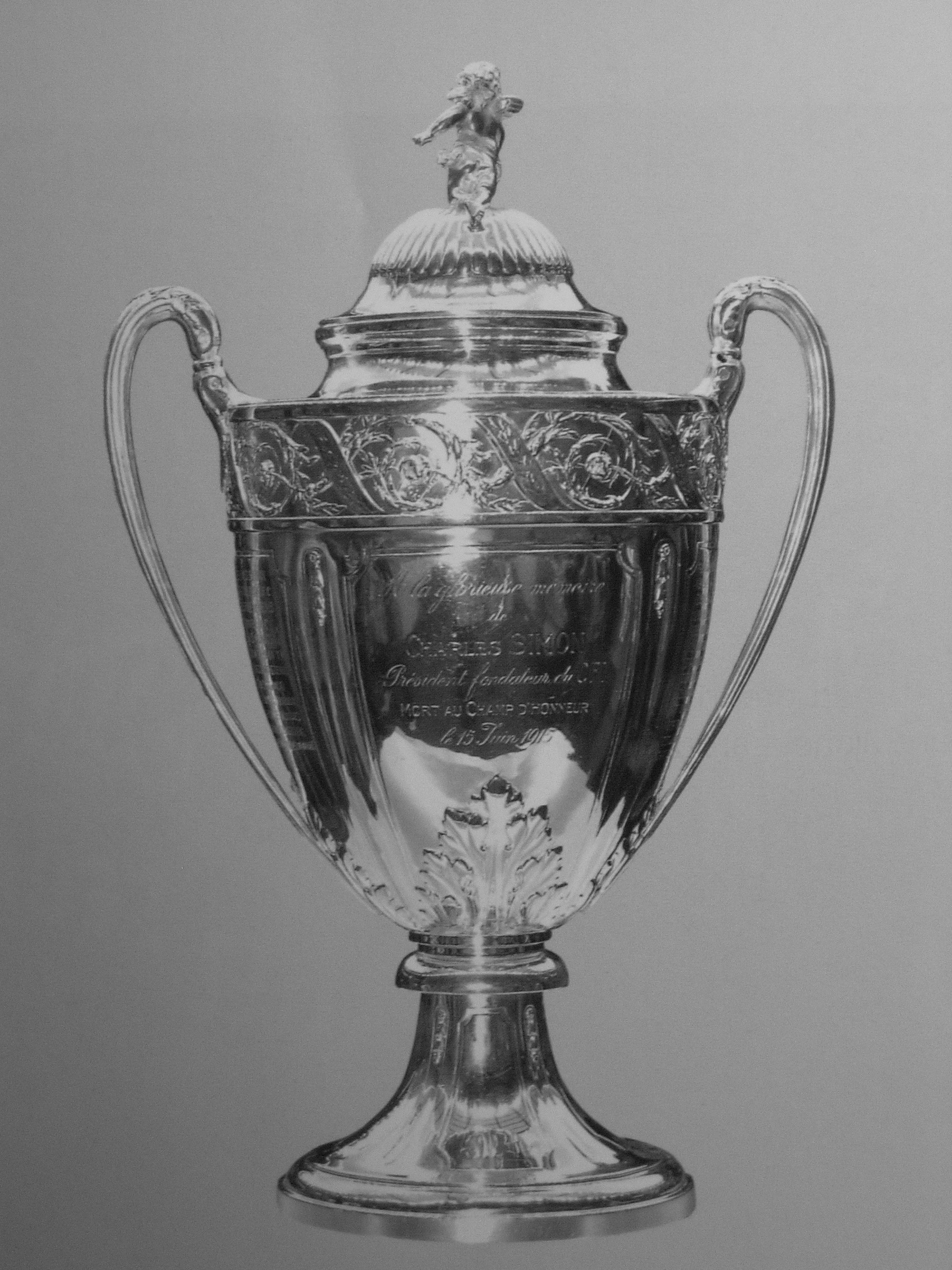
Jean-Michel Larqué soulève trois fois le trophée de la coupe de France.

Jean-Michel Larqué dispute son premier match professionnel le 26 mars 1966 lors d'un match opposant le FC Nantes et l'AS Saint-Étienne. Avec cette équipe, il remporte sept fois le championnat de France, successivement en 1967, 1968, 1969 et 1970 puis 1974, 1975 et 1976. Il détient ce record à égalité avec Hervé Revelli, Grégory Coupet, Sidney Govou, Juninho et Thiago Silva, jusqu'à ce que le record soit battu par Marco Verratti en 2022. Il est également vice-champion de France en 1971. Avec l'AS Saint-Étienne, il remporte aussi à trois reprises la Coupe de France en 1970, 1974 et 1975. Larqué gagne le Challenge des champions en 1967, 1968 et 1969 et le championnat de France de division 3 en 1977.
Enfin, il est finaliste de la Coupe d'Europe des Clubs champions en 1976 avec les Verts.
Avec l'Équipe de France, il totalise quatorze sélections dont trois capitanats et deux buts entre 1969 et 1976 et dispute la Coupe de l'Indépendance du Brésil en 1972. Sous les couleurs de l'équipe nationale olympique, il participe aux Jeux olympiques de 1968 à Mexico où les Français sont quarts-de-finalistes.
Individuellement, Jean-Michel Larqué remporte le Concours du jeune footballeur en 1964. En 1975, il est élu meilleur joueur français de l'année et reçoit la même année, la médaille de l'Académie des sports. Après sa carrière de footballeur, il est élu major de promotion des entraîneurs et reçoit la médaille de la ligue du Sud-Ouest. Enfin, il est fait Chevalier de la Légion d'honneur avec Thierry Roland le 16 mai 2000 par Jacques Chirac.

## Statistiques

### Statistiques de joueur professionnel détaillées par saison
| Saison                | Club                  | Championnat           | Championnat | Championnat | Coupe(s) nationale(s) | Coupe(s) nationale(s) | Supercoupe | Supercoupe | Compétition(s) continentale(s) | Compétition(s) continentale(s) | Compétition(s) continentale(s) | France | France | Total | Total |
| Saison                | Club                  | Division              | M.          | B.          | M.                    | B.                    | M.         | B.         | Comp.                          | M.                             | B.                             | M.     | B.     | M.    | B.    |
| 1965-1966             | AS Saint-Étienne      | 1                     | 4           | 0           | -                     | -                     | -          | -          | -                              | -                              | -                              | -      | -      | 4     | 0     |
| 1966-1967             | AS Saint-Étienne      | 1                     | 22          | 7           | 2                     | 0                     | -          | -          | -                              | -                              | -                              | -      | -      | 24    | 7     |
| 1967-1968             | AS Saint-Étienne      | 1                     | 21          | 5           | 3                     | 0                     | 1          | 0          | C1                             | 1                              | 0                              | -      | -      | 26    | 5     |
| 1968-1969             | AS Saint-Étienne      | 1                     | 19          | 2           | 3                     | 0                     | 1          | 1          | -                              | -                              | -                              | -      | -      | 23    | 3     |
| 1969-1970             | AS Saint-Étienne      | 1                     | 28          | 9           | 8                     | 3                     | -          | -          | C1                             | 3                              | 0                              | 1      | 0      | 40    | 12    |
| 1970-1971             | AS Saint-Étienne      | 1                     | 33          | 8           | 5                     | 1                     | -          | -          | C1                             | 2                              | 1                              | 1      | 0      | 41    | 10    |
| 1971-1972             | AS Saint-Étienne      | 1                     | 38          | 13          | 2                     | 0                     | -          | -          | C3                             | 2                              | 0                              | 3      | 0      | 45    | 13    |
| 1972-1973             | AS Saint-Étienne      | 1                     | 36          | 12          | 6                     | 1                     | -          | -          | -                              | -                              | -                              | 4      | 2      | 46    | 15    |
| 1973-1974             | AS Saint-Étienne      | 1                     | 33          | 7           | 9                     | 5                     | -          | -          | -                              | -                              | -                              | -      | -      | 42    | 12    |
| 1974-1975             | AS Saint-Étienne      | 1                     | 33          | 9           | 7                     | 2                     | -          | -          | C1                             | 8                              | 2                              | 1      | 0      | 49    | 13    |
| 1975-1976             | AS Saint-Étienne      | 1                     | 32          | 5           | 1                     | 0                     | -          | -          | C1                             | 9                              | 4                              | 3      | 0      | 45    | 9     |
| 1976-1977             | AS Saint-Étienne      | 1                     | 22          | 2           | 4                     | 2                     | -          | -          | C1                             | 4                              | 0                              | 1      | 0      | 31    | 4     |
| Sous-total            | Sous-total            | Sous-total            | 321         | 79          | 50                    | 14                    | 2          | 1          | -                              | 29                             | 7                              | 14     | 2      | 416   | 103   |
| 1977-1978             | Paris Saint-Germain   | 1                     | 5           | 0           | -                     | -                     | -          | -          | -                              | -                              | -                              | -      | -      | 5     | 0     |
| 1978-1979             | Paris Saint-Germain   | 1                     | 17          | 0           | 3                     | 0                     | -          | -          | -                              | -                              | -                              | -      | -      | 20    | 0     |
| Sous-total            | Sous-total            | Sous-total            | 22          | 0           | 3                     | 0                     | -          | -          | -                              | -                              | -                              | -      | -      | 25    | 0     |
| Total sur la carrière | Total sur la carrière | Total sur la carrière | 343         | 79          | 53                    | 14                    | 2          | 1          | -                              | 29                             | 7                              | 14     | 2      | 441   | 103   |

### Buts internationaux
| no | Date             | Sélection | Lieu                              | Adversaire           | Évolution du score | Minute | Résultat final | Compétition                       |
| -- | ---------------- | --------- | --------------------------------- | -------------------- | ------------------ | ------ | -------------- | --------------------------------- |
| 1  | 2 septembre 1972 | 6e        | Stade Karaiskaki, Athènes (Grèce) | Grèce                | 1-3                | 90e    | 1-3            | Match amical                      |
| 2  | 15 novembre 1972 | 8e        | Dalymount Park, Dublin (Irlande)  | République d'Irlande | 1-1                | 66e    | 2-1            | Éliminatoires Coupe du monde 1974 |

### Statistiques d'entraîneur
Statistiques de Jean-Michel Larqué ,
| Équipe               | Pays   | de   | à    | Statistiques | Statistiques | Statistiques | Statistiques | Statistiques |
| Équipe               | Pays   | de   | à    | J            | V            | N            | D            | % de v.      |
| -------------------- | ------ | ---- | ---- | ------------ | ------------ | ------------ | ------------ | ------------ |
| Paris Saint-Germain  | France | 1977 | 1978 | 48           | 17           | 11           | 20           | 35,41 %      |
| Racing Club de Paris | France | 1981 | 1982 | 35           | 12           | 13           | 10           | 34,28 %      |

## Publications
- [Larqué, Mahé et Laporte 1976] Jean-Michel Larqué (dir.), Patrick Mahé et Roger Laporte, Le Football en 10 leçons, Hachette, juillet 1976, 191 p. (ISBN 2-01-002769-8 et 978-2-0100-2769-7)
- [Larqué, Rolland 1993] Jean-Michel Larqué et Thierry Roland (ill. Jean-Jacques Sempé), Tout à fait, Jean-Michel ! : fragments d'un discours sur le football, Paris, Seuil, coll. « Points, Point-virgule » (no 125), février 1993, 87 p. (ISBN 2-02-019456-2 et 978-2-0201-9456-3, OCLC 463648791, BNF 35560628)
- La Grande histoire des clubs de foot : Champions de France (avec Jean-Philippe Réthacker et Arnaud Ramsay), Sélection du Reader's Digest, 2001
- [Larqué, Berthon et Rességuié 2010a] Jean-Michel Larqué (dir.), Hugues Berthon et Jean Rességuié, Vert de rage, Paris, Calmann-Lévy, janvier 2010, 282 p. (ISBN 978-2-7021-4103-8 et 2-7021-4103-X, OCLC 690870183, BNF 42132501)
- [Larqué, Berthon et Rességuié 2010b] Jean-Michel Larqué (dir.), Hugues Berthon et Jean Rességuié, Les secrets d'un fiasco, Paris, Toucan, juillet 2010, 90 p. (ISBN 978-2-8100-0389-1 et 2-8100-0389-0, OCLC 668173507)
- Lettre à Thierry, Souvenirs et coups de gueule, L'Artilleur, 2014
- Pourquoi le foot français ne tourne plus rond (avec Harry Couvin), Le Square, 2014
- Mes bonheurs, mes doutes, mes colères, Solar, 2017

## Filmographie
Jean-Michel Larqué a participé à deux films :
- 1996 : Delphine 1, Yvan 0 de Dominique Farrugia : lui-même
- 2009 : Micmacs à tire-larigot de Jean-Pierre Jeunet : lui-même (non crédité)

## Discographie
- Il suffit d'un ou deux excités, Footbrothers, 1991
- Tout à fait Thierry, Thierry Roland, Jean-Michel Larqué, Jacky Hanouna et Manuel Del Rio Flores, 1992.